# Eva Busch
Pour les articles homonymes, voir Busch.
Eva Busch, née Eva Zimmermann le 22 mai 1909 à Berlin et morte le 20 juillet 2001 à Munich, est une chanteuse et chansonnière allemande.

## Biographie
Eva Zimmermann est la fille illégitime du chef d'orchestre Franz Beidler, époux d'Isolde Wagner, dont il est lui-même cousin, et d'Emmy Zimmermann, une cantatrice wagnérienne née aux États-Unis. Elle est née à Berlin le 22 mai 1909. Elle commence le piano à cinq ans, le violon à neuf ans et la danse classique. Passionnée de théâtre, elle sera l'une des nombreuses élève de Max Reinhardt. Eva gagne ses galons de vedette au début des années 1930. Elle enregistre ses premiers disques et épouse l'acteur Ernst Busch.
En 1933, Hitler est au pouvoir. Figure emblématique de l'antinazisme, Busch doit s'enfuir avec sa femme. Eva Busch et son mari s’installent à Paris. Radio, disques, music-hall, elle chante en allemand, français, anglais et devient une vedette internationale. Elle chante partout sauf « où Hitler était » selon ses propos. En 1937 les époux Busch sont déchus de leur nationalité allemande par le régime hitlérien. Ernst son mari part en Espagne rejoindre les brigades internationales. Ils divorcent à l'amiable mais resteront toujours amis.
Elle est engagée par Jean Bérard, directeur de la filiale française des disques Columbia. Celui-ci sera compromis avec les services de la collaboration. Eva Busch deviendra sa maîtresse, succédant à la chanteuse Damia. En 1941, lors de son troisième passage au théâtre de l'ABC, Eva Busch est arrêtée par la Gestapo ; Eva Busch sera persuadée toute sa vie d'avoir été dénoncée par Bérard. Elle sera interdite de scène et déportée chez les politiques à Ravensbrück. Elle y passera trois ans : « la haine m'a tenue en vie... » Libérée fin 1944, elle retrouvera Ernest Busch dans les ruines de Berlin et retrouvera Paris le 11 novembre 1945.
De 1980 à 2001, Eva Busch sera très active en Allemagne et en France (Disques Decca), télévision, livres, etc. Eva Busch adorait la France où elle voulait reposer et où elle habitait. Icône du milieu gay, elle est morte lors d'un voyage à Munich, le 20 juillet 2001.